# Torre di Talamonaccio
La torre di Talamonaccio si trova sull'omonimo promontorio del comune di Orbetello, che chiude a sud il golfo di Talamone, dominando la spiaggia di Bengodi. La fortificazione si trova nei pressi di un'area dove sono venuti alla luce numerosi reperti etrusco-romani.

## Storia
Il complesso fortificato sorse in epoca medievale come torre di avvistamento lungo il tratto costiero a sud di Talamone, quando il territorio era ancora controllato dagli Aldobrandeschi.
Dopo il passaggio sotto la Repubblica di Siena, nella seconda metà del Cinquecento la struttura passò agli Spagnoli che, dopo aver effettuato lavori di ristrutturazione per ampliarla e fortificarla ulteriormente, la integrarono nel sistema difensivo costiero dello Stato dei Presidi, in modo da poter comunicare, attraverso segnali visivi, con la Rocca di Talamone e col forte delle Saline.
Nella prima metà dell'Ottocento il complesso fu gradualmente dismesso, a seguito dell'annessione dell'intero territorio al granducato di Toscana; nei decenni successivi fu trasformato in abitazione privata, rimanendo poi addossato ad edifici di epoca più recente.

## Descrizione
La torre di Talamonaccio si presenta a pianta quadrangolare, con imponente basamento a scarpa cordonato; sulle pareti intonacate si aprono alcune finestrelle. La parte sommitale, priva di coronamento, presenta ad un angolo, una piccola costruzione in muratura che si eleva oltre l'altezza della torre.
Il portoncino d'ingresso, situato ad ovest è costruito in legno protetto da una lamiera irrobustita da grossi chiodi in acciaio a forma di piramide. A destra del portoncino vi è una mattonella color acqua marina con la scritta "Casa che guardi il mare, accogli sempre le persone care e dona loro con sincerità, pace, letizia ed ospitalità". All'interno, l'edificio è costituito da almeno undici vani raggiungibili da un corridoio interno, parte giorno e parte notte, che si richiude su se stesso, formando un quadrato.
Al piano terreno, oltre alla cucina, si accede a quattro camere, due bagni e ad una stanzina, che in passato ospitava l'armeria: quest'ultima prende luce dal terrazzo grazie alla finestra di "mattoni" in vetro, e custodisce una collezione di fucili da caccia di vari calibri (dall'8 fino al 24). A destra dell'ingresso, nel corridoio (parte giorno) attaccati alle pareti, fanno bella mostra di se', vecchi fucili ad avancarica e a pietra focaia, elmi, scudi, spade ed altre armi risalenti al periodo romano: tali reperti furono ritrovati nel sito della battaglia del Camporegio, situato non distante dal torrente Osa, dove attualmente sorge il moderno complesso turistico "Corte dei Butteri". Al mezzanino, è presente la vecchia sala da pranzo con austero caminetto in pietra serena e dalla quale, attraverso una stretta e robusta scaletta a chiocciola in ferro, si raggiunge la parte più alta dell'antica struttura, ossia la torre di avvistamento con parapetto in muratura non orlato, che si eleva sul lato rivolto verso il mare.
Dal corridoio attraverso una scala interna, si va al terrazzo (sopra l'armeria) dove si trova la nuova e grande sala da pranzo. In ambedue le sale, arredate con vecchi mobili risalenti al Cinquecento, sono alloggiate due grosse teste imbalsamate di cinghiale, appese sopra le rispettive porte delle sale da pranzo.
Sul lato opposto al mare, la torre è addossata ad una serie di edifici di epoche successive, che presentano alcuni tratti coronati da merlature sommitali.